# Хостовский, Эгон
Эгон Хостовский (чеш. Egon Hostovský, 23 апреля 1908, Гронов, Краловеградецкий край — 7 мая 1973, Монтклэр, Нью-Джерси) — чешский писатель.

## Биография
Из еврейской семьи, сын владельца текстильной фабрики. Родственник писателя Стефана Цвейга. Не пошел по стопам отца, увлекшись литературой. Изучал философию в Праге, затем в Вене, курса так и не кончил. Вернувшись в Прагу в 1930, подрабатывал в различных издательствах. С 1937 служил на разных должностях в МИДе. Годы войны провел в Брюсселе, Париже, Ливане, Нью-Йорке. Его семья погибла в нацистских концлагерях.
После войны вернулся в Чехословакию. В 1948, когда к власти в стране пришли коммунисты, уехал по дипломатической линии в Данию, Норвегию, а оттуда в 1949 — в США. Преподавал чешский язык, печатался как литератор, сотрудничал с радио «Свободная Европа». Последние годы писал на английском языке.
В 1974 вдовой писателя учреждена премия его имени.

## Произведения
Как писатель в ранние годы испытал влияние экспрессионизма. На родине книги Хостовского были запрещены вплоть до бархатной революции.

## Публикации
- 1926 — Zavřené dveře /Запертая дверь (сборник рассказов)
- 1928 — Stezka podél cesty/ Тропинка вдоль дороги (психологический роман)
- 1928 — Gheto v nich/ Гетто в них
- 1930 — Danajský dar/ Дар данайцев
- 1932 — Případ profesora Körnera/ Случай профессора Кёрнера
- 1933 — Černá tlupa/ Черный тюльпан
- 1935 — Žhář
- 1941 — Listy z vyhnanství/Письма из изгнания
- 1942 — Sedmkrát v hlavní úloze (роман)
- 1943 — Úkryt
- 1947 — Cizinec hledá byt/ Иностранец ищет квартиру
- 1957 — Nezvěstný/ Неизвестный (шпионский роман)
- 1954 — Půlnoční pacient/ Полночный пациент (шпионский роман, экранизирован Анри Жоржем Клузо под названием Шпионы).
- 1957 — Dobročinný večírek
- 1961 — Všeobecné spiknutí/ Всеобщий заговор (автобиография)
- 1964 — Tři noci/Три ночи (роман)
- 1972 — Epidemie/ Эпидемия (повесть)
- 1972 — Osvoboditel se vrací/ Освободитель возвращается (драма)